# Семипалатинский государственный педагогический институт
Семипалатинский государственный педагогический институт (СГПИ; каз. Семей мемлекеттік педагогикалық институты, СМПИ) — высшее учебное заведение в городе Семей, Казахстан, действовавшее как самостоятельная организация в 1934—1996 и 2004—2013 годах, являвшееся старейшим в городе. Ныне — часть университета Шакарима.

## История
В 1934 году в Семипалатинске на базе двухгодичных курсов по подготовке учителей для средних школ был создан первый вуз города — Учительский институт (с 1937 года — педагогический). Педагогический институт состоял из трёх факультетов (физико-математический, естествознания, русского языка и литературы). В 1938 году было построено первое студенческое общежитие. 9 марта 1939 года педагогическому институту было присвоено имя Н. К. Крупской.
В предвоенные годы вуз выпустил свыше 500 специалистов. В первые месяцы Великой Отечественной войны на фронт ушли 40 преподавателей и 50 студентов института. В 1941 году состоялся выпуск специалистов в количестве 44 человек. Вуз продолжал готовить специалистов в военное время. В 1944 году в институте было создано 4 факультета: филологический, исторический, физико-математический, естествознания.
В послевоенные годы продолжает увеличиваться количество студентов, развивается учебно-материальная база института. В 1964—1969 годах были построены два студенческих общежития, завершилось строительство основного учебного корпуса. В 1969 году начало работать подготовительное отделение. В 1977 году введен в эксплуатацию спортивный комплекс. Позже было построено еще одно общежитие.
В 1960—1980-е годы в институте открываются новые факультеты: физического воспитания, художественно-графический, историко-педагогический.
В 1993 году институту было присвоено имя Шакарима. С 1996 года педагогический институт входил в состав Семипалатинского государственного университета имени Шакарима, в 2004 году был выделен как самостоятельный профильный вуз, в 2013 году вновь включён в состав университета Шакарима.

## Описание
В институте обучалось 5 тысыяч студентов (из них около 2 тысяч — на дневном отделении, более 3 тысяч — на заочном) по 26 специальностям на казахском и русском языках.
В структуре института функционировали 5 факультетов:
- физико-математический факультет,
- факультет казахской филологии,
- факультет естественных наук,
- историко-филологический факультет,
- психолого-педагогический факультет,

23 кафедры, 4 научных центра (Казахстанское отделение и Экологический центр Международной академии наук педагогического образования, Научно-исследовательский центр «Шакаримтану», Лаборатория предшкольной подготовки, Научный центр исторических исследований), факультет довузовской подготовки (ФДП).
В материально-техническую базу вуза входили 5 учебных корпусов, спортивный комплекс, 2 общежития, агробиостанция, библиотека с книжным фондом свыше 300 тысяч экземпляров, учебно-производственные и художественные мастерские, открытый стадион на 600 посадочных мест, спортивная база отдыха на берегу Иртыша. Имелось собственное издательство.